# Acacia legnota
Acacia legnota é uma espécie de leguminosa do gênero Acacia, pertencente à família Fabaceae.